# Колесово (Тверская область)
Колесово — деревня в Старицком районе Тверской области. Входит в состав Ново-Ямского сельского поселения.

## География
Находится в южной части Тверской области на расстоянии приблизительно 6 км на восток-северо-восток от районного центра города Старица.

## История
Деревня была отмечена ещё на карте 1825 года. В 1859 году здесь (деревня Старицкого уезда) было учтено 9 дворов, в 1941 году — 39.

## Население
Численность населения: 101 человек (1859 год), 7 (русские 100 %) в 2002 году, 13 в 2010.